# Kathellen Sousa
Kathellen Sousa Feitoza (* 26. April 1996 in Santos) ist eine brasilianische Fußballspielerin. Zumeist wird sie als Innenverteidigerin eingesetzt.

## Karriere

### Verein
Kathellen Sousa spielte in ihrer Jugend vor allem Futsal. Insbesondere nachdem der FC Santos 2012 seine Frauenfußballabteilung geschlossen hatte, war es schwer einen geeigneten Feldfußballverein in ihrer Heimatregion Baixada Santista zu finden und so zog sie 2014 in die USA, wo sie das Monroe College in New York City besuchte und für deren Fußballmannschaft, den Monroe Mustangs, in der National Junior College Athletic Association (NJCAA) spielte. Mit den Mustangs gewann sie 2014 das NJCAA National Championship und erreichte 2015 das Final Four. Im Jahr 2016 wechselte sie zu den Louisville Cardinals, mit denen Kathellen die Atlantic Coast Conference der NCAA Division I bestritt. Im Folgejahr gehörte sie der Frauenfußballmannschaft der UCF Knights an und spielte in der American Athletic Conference. Aufgrund ihrer guten individuellen Leistungen wurde Kathellen in dieser Saison unter anderem ins American Athletic Conference First Team gewählt sowie zum Co-Defensive Player of the Year ernannt.
Ihre erste Station als Profi war die Frauenmannschaft von Girondins Bordeaux, die Kathellen im Januar 2018 unter Vertrag nahm. Ihre Debütsaison in der Division 1 beendete Kathleen mit ihrer Mannschaft auf dem siebten Platz. Sie selbst spielte sich auf Anhieb in die Stammmannschaft und ihr Vertrag wurde im Anschluss für zwei weitere Jahre verlängert. 2018/19 spielte Girondins im Vorderfeld der Meisterschaft mit und landete auf dem vierten Platz, Kathellen brachte es auf 18 Einsätze und zwei Tore. Im darauffolgenden Spieljahr verlor sie jedoch ihren Stammplatz in der Innenverteidigung und wechselte im Sommer 2020 in die italienische Serie A zu Inter Mailand. Im Februar 2021 zog sie sich einen Kreuzbandriss im rechten Knie zu und fiel für acht Monate aus, bevor sie im Oktober wieder ein Meisterschaftsspiel bestreiten konnte. Kathellen konnte sich danach wieder in die Startelf spielen und beendete die Saison mit 17 Einsätzen und einem Tor, Inter Mailand erreichte den fünften Platz in der Liga. Im Sommer 2022 unterschrieb sie für den spanischen Erstligisten Real Madrid.

### Nationalmannschaft
Im Zuge der Vorbereitung für das Tournament of Nations 2018 wurde Kathellen erstmals in die Brasilianische Fußballnationalmannschaft einberufen und feierte am 26. Juli 2018 gegen Australien ihr Debüt, als sie in der 82. Minute für Daiane eingewechselt wurde. Im Jahr 2019 war sie Teil des Endrundenkaders Brasiliens für die Weltmeisterschaft, bei der sie in allen vier Spielen in der Startformation stand. Mit ihrer Landesauswahl scheiterte Kathellen im Achtelfinale nach Verlängerung mit 1:2 an Frankreich. Im Sommer 2022 stand sie im Aufgebot Brasiliens für die Copa América. Ihre Nationalmannschaft blieb im gesamten Turnier ungeschlagen und gewann zum achten Mal die Südamerikameisterschaft. Kathellen Sousa kam im Laufe der Endrunde auf vier Einsätze.

## Erfolge
Brasilien
- Copa América: 2022

Monroe Mustangs
- NJCAA National Championship: 2014

Al Nassr FC
- Saudi Women’s Premier League: 2024/25

Ehrungen
- United Soccer Coaches Association All-Southeast Region First Team 2017 (mit UCF Knights)
- American Athletic Conference Co-Defensive Player of the Year 2017 (mit UCF Knights)
- American Athletic Conference First Team 2017 (mit UCF Knights)